# Takura
Takura är en ort i Australien. Den ligger i kommunen Fraser Coast och delstaten Queensland, omkring 240 kilometer norr om delstatshuvudstaden Brisbane. Antalet invånare är 443.
Närmaste större samhälle är Urraween, nära Takura. 
I omgivningarna runt Takura växer huvudsakligen savannskog. Runt Takura är det glesbefolkat, med 20 invånare per kvadratkilometer. Genomsnittlig årsnederbörd är 1 350 millimeter. Den regnigaste månaden är mars, med i genomsnitt 291 mm nederbörd, och den torraste är september, med 21 mm nederbörd.